# Facundo Labandeira
Facundo Labandeira Castro, noto semplicemente come Facundo Labandeira (Mendoza Chico, 3 marzo 1996), è un calciatore uruguaiano, attaccante del Vila Nova in prestito dal Defensor Sporting.

## Caratteristiche tecniche
È una seconda punta.

## Carriera
Cresciuto nel settore giovanile del Nacional, ha esordito in prima squadra il 10 febbraio 2018 disputando l'incontro del campionato uruguaiano vinto 3-0 contro i Rampla Juniors.

## Palmarès

### Club

#### Competizioni statali
- Campionato Goiano: 1

Vila Nova: 2025